# Kerstin Dietrich

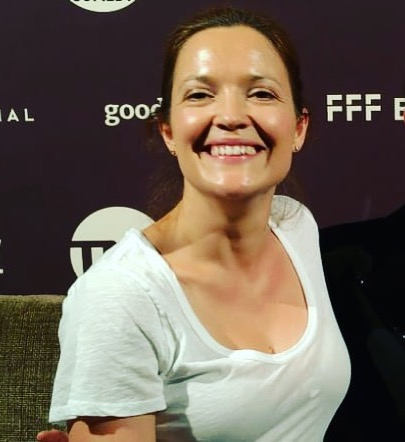
Kerstin Dietrich, 2018

Kerstin Julia Dietrich (* 7. Juni 1984 in Dachau) ist eine deutsche Schauspielerin, Synchronsprecherin und Sängerin.

## Leben
Kerstin Dietrich wuchs in der Nähe von München auf. Sie absolvierte ihr Studium zur Schauspielerin und Sängerin 2006 an der Bayerischen Theaterakademie August Everding in München, der New York Film Academy und der American Musical and Dramatic Academy in New York sowie dem Filminstitut in Prag.
Seit ihrem Diplom stand sie als Sophie in dem Musical Mamma Mia!, als Amalia in Die Räuber, als Kätchen in The Black Rider und vielen weiteren Rollen auf Bühnen im deutschsprachigen Raum.
Auch im deutschen Film und Fernsehen konnte man sie in All you need is Love, Pornorama und zum Beispiel in der Serie Um Himmels Willen sehen. Kerstin Dietrich ist ab Folge 11 in der Serie Lena Lorenz (ZDF) in der festen Rolle der Hanne Striebel im Stammensemble engagiert.
2014 gründete Kerstin Dietrich mit dem befreundeten Schlagzeuger Jörg Baier und dem Gitarristen Andrés Schwarzer das Akustik-Trio Caedée. Neben der gesanglichen Unterstützung von diversen Künstlern arbeitet sie auch als Synchronsprecherin. Feste Rollen sind u. a. Miles Callisto in Disneys Miles von Morgen, Ivy Sundew in Disneys Amphibia, Courtney in Total Drama Rama und Claudia in Interview with a Vampire" (Serie).
Sie ist die Schwester des deutschen Robotikers Alexander Dietrich.

## Synchron

### Serien (Auswahl)
- 2015: Kommissar Beck – Die neuen Fälle (als Sara) für Evin Ahmad
- 2016: Büro der Legenden (als Duflots Sekretärin) für Adeline Moreau
- 2016: Gangsta. (als Beretta) für Sayaka Oohara
- 2016: The Great Indoors (als Chloe) für Erika Rankin
- 2016: Harley & The Davidsons – Legende auf zwei Rädern (als Maggie) für Hera Hilmar
- 2016–2018: Miles von Morgen (als Miles Callisto) für Justin Felbinger
- 2017: Kiznaiver (als Wada) für Mariko Honda
- 2017: Der Grenzgänger (als Kaja) als Thali Liberman
- 2017: Schwarzes Marken (als Anett Hosenfeld) für Chika Anzai
- 2017: Tödliche Stille (als Summer Hair) für Amber Sweet
- 2017: Pokémon (als Galoppa, Mew, Vulnona, Harry)
- 2017: One Piece (als Junge A, Yonka #2)
- seit 2017: Children of the Whales (als Neri) für Ai Kakuma
- 2017: Wakfu (als junge Arpagone, Mohnalisa)
- 2017: Mord im Mittsommer (als Hafen-Managerin) für Tind Soneby
- 2017: How to Get Away with Murder (als Clara) für Rya Meyers
- 2017: Jane the Virgin (als Isla) für Mercedes Cornett
- 2017: Outlander (als Brianna Randall (8-10 Jahre)) für Gemma Fray
- 2017: Younger (als Libby für Rachel B. Joyce, als Heidi für Caitlin Kinnunen)
- 2017: Damien (als Stevie) für Lindsay Clark
- 2017: Follow the Money (als Rezeptionistin) für Emilia Bjørnvard
- 2017: The Shannara Chronicles (als Advisor Shona) für Li Ming Hu
- 2018: The Asterisk War (als Miko Yanase) für Aoi Yûki
- 2018: Ghosted (als Kirsten) für Azie Tesfai
- seit 2018: Hatchimals (als Draggle) für Bryn McAuley
- seit 2018: InuYasha (als Sôta Higurashi (2. Stimme)) für Akiko Nakagawa
- seit 2018: Granblue Fantasy (als Vyrn) für Rie Kugimiya
- 2018: Fresh Off the Boat (als Kat) für Johnnie Ladd
- 2018: Die Patchworkfamilie (als Läkare) für Maja Rung
- 2018: 9-1-1: Notruf L.A. (als Savita Kapoor) für Parveen Kaur
- 2018: The Looming Tower (als Margie) für Phoebe Dunn
- 2018: Wisdom of the Crowd (als Marissa) für Raquel McPeek Rodriguez
- 2018: Good Girls (als City Shop Managerin) für Alisa Harris
- 2018: Law & Order: Special Victims Unit (als Anne Speer) für Shannon Marie Sullivan
- 2018: Once Upon a Time – Es war einmal … (als Gretel) für Sara Canning
- 2018–2019: The Purge – Die Säuberung (als Rose) für Lisa Mackel Smith
- seit 2018: Sylvanian Families (als Ralph) für Jessica Hinds-Mingo
- seit 2019: The Bug Diaries (als Spider) für Logan Smith
- seit 2019: Record of Grancrest War (Laura Hardry) für Chica Anzai
- seit 2019: Garage Sale Mystery (Hannah) für Eva Bourne
- seit 2019: Total DramaRama (Courtney) für Emilie-Claire Barlow
- seit 2020: L'effondrement (Julia) für Roxane Bret
- seit 2020: Muppets Now (Janna) für Janna Bossier
- seit 2020: Pokémon, deutsche Stimme von Gohs Smart Rotom
- 2019–2022: Disney Amphibia (Ivy Sundew) für Katie Crown; (Wartilda) für Kari Wahlgren; (Bessie) für Melissa Villaseñor
- seit 2021: Power Book 2 (Ashley Fitzpatrick) für Zoe Whitford
- seit 2022: Gigantosaurus (Plink) für Caitlyn Bairstow
- 2022: BFF-Hochzeit und andere Katastrophen (Olivia Cotteril) für Georgina Haig
- 2023: War Gamers-Heldinnen der Royal Navy (Jean Laidlaw) für Molly Vevers
- seit 2023: New Nurses (Berit Kisbye) für Josefine Tvermoes
- seit 2023: True Lies (Eva) für Jacqueline Grace Lopez
- seit 2023: Spirit Rangers (Blade) für Q'orianka Kilcher
- seit 2023: Jubilee (Ratna Das) für Shweta Basu Prasad
- seit 2023: Bleach (Soi Fon) für Houko Kuwashima
- seit 2023: Interview with a Vampire (Claudia) für Bailey Bass
- seit 2023: Sacrifice to the King of Beasts (Vivian) für Shizuka Itō

### Filme (Auswahl)
- 2016: Fifty Shades of Black – Gefährliche Hiebe (als Becky) für Mircea Monroe
- 2016: Ihre beste Stunde (als Lady im Film (Archiv)) für Kathleen Harrison
- 2016: Meine Zeit mit Cézanne (als Jeanne) für Freya Mavor
- 2016: Your Name. – Gestern, heute und für immer (als Sakura)
- 2017: The Nut Job 2 – Rebellion der Tiere (als Reporterin) für Emma Dale
- 2017: Camera Obscura (als Juliette) für Ashton Leigh
- 2017: The 12th Man – Kampf ums Überleben (als Hanna Pedersen) für Julia Bache-Wiig
- 2018: Insidious: The Last Key (als Krankenschwester) für Lubella Gauna
- 2018: Die Berufung – Ihr Kampf für Gerechtigkeit (als Burton) für Alexandra Petrachuk
- 2018: Mein Dinner mit Hervé (als Destiny) für Amanda Ottosson
- 2018: Ideal Home – Ein Vater kommt selten allein (als Melissa) für Alison Pill
- 2018: Ace the Case (als Jill) für Esther Zinn
- 2018: Granblue Fantasy – The Animation OVA (als Vyrn) für Rie Kugimiya
- 2019: TeAta (als Margaret) für Marissa Skell
- 2019: Quiet comes the Dawn (als Nastja) für Anastasiya Kuimova
- 2019: Weihnachten in Blue Ridge Mountain (als Juni) für Christie Burke
- 2020: Looks that kill (als Myrtle) für Kendra Kirby
- 2020: Das Weihnachtsrätsel (als Liz Warner) für Elena Juatco
- 2020: Weihnachtswünsche für den Chef (als Jade) für Stephi Chin-Salvo
- 2021: Jeff Jackson (als Hazel) für Do Nhi
- 2021: Die Novizin (als Groundman) für Eve Kanyo
- 2021: Wrong Turn (als Edith) für Daisy Head
- 2022: Meine Stunden mit Leo (als Becky) für Isabella Laughland
- 2023: Totally Killer – Gefährliches Spiel mit der Zeit  (als Marisa) für Stephi Chin-Salvo
- 2023: Merve macht ihr Ding (als Merve) für Ahsen Eroglu

### Hörspiele (Auswahl)
- 2017: Die Meisterin, von Markus Heitz (als Elisabeth Georgina Sanson)
- 2018: DOORS – Der Beginn, von Markus Heitz (als Anna Lena)
- 2018: Die Flüsse von London, von Ben Aaronovitch (als Beverly)
- 2018: Schwarzer Mond über Soho, von Ben Aaronovitch (als Martha)
- 2019: Hörspielreihe „Fantasy“, Enid Blyton (als Belinda, Peronel und Schlappohr)
- 2019: Hörspielserie „Wunderwombat Waldemar“ von Sophie Seeberg (als Tiffany)
- 2019: Ghostsitter Stories von Tommy Krappweis (als Merle) und in der Hörspielserie „Ghostsitter“ (als Tina)
- 2020: Fabi Fuchs (als Sanne)

## Filmografie (Auswahl)
- 2007: Pornorama
- 2009: All You Need Is Love – Meine Schwiegertochter ist ein Mann (TV)
- 2009: Weiter als der Wald
- 2009: Anne (Independent)
- 2010: Souvenirs (Singer, Soundtrack)
- 2011: In my Arms (Independent)
- 2011: Ears (Independent)
- 2011: Um Himmels Willen (TV)
- 2011: Aktenzeichen XY … ungelöst
- 2012: School Spirits (TV)
- 2012: Limbo
- 2012: Paloma (Fernsehserie)
- 2012: Celebrity Ghost Stories (TV, Übersinnliche Begegnungen – Stars erzählen)
- 2013: Boardwalk Empire (TV)
- 2014: Black Dog, Red Dog
- 2014: München 7 (TV)
- 2014: Mit Ott ins Weekendfeeling (Viral-Spot)
- 2014: Aus der Hölle durch die Erde ins Paradies (Suchers musikalische Leidenschaften im BR)
- 2015: Das tote Pferd von Plön (Teaser Webserie)
- seit 2018: Lena Lorenz
- seit 2019: Das tote Pferd von Plön – Die Musical Serie
- 2019: Rosenheim-Cops

## Theaterproduktionen (Auswahl)
- The Wall – A Rock Opera als Groupie; Regie: Markus Beck; Circus Krone, München
- A Midsummer Night’s Dream als Elfe; Regie: Axel Köhler; Prinzregententheater, München
- West Side Story im Shark-Ensemble; Regie: Francesca Zambello; Bregenzer Festspiele
- Ein Stück vom Mond als Lydia; Regie: Werner Bauer; Theaterakademie A. Everding, München
- Pippi Langstrumpf als Annika, Die Schneekönigin als Räubermädchen, Jenseits der Stille als Lara; Regie: Marco Dott / Andreas Lachnit; Junges Theater Bonn
- Mamma Mia als Sophie; Regie: Paul Garrington, Colosseum Theater, Essen (2007–2008)
- Alice als Alice; Regie: Jörn Kolpe; Kurt-Weill-Festspiele, Dessau (2008)
- Jekyll and Hyde als „Girl“; Regie: Frank Alva Buecheler, Bad Hersfelder Festspiele (2008)
- The Black Rider als Kätchen; Regie: Jochen Schölch, Prinzregententheater, Metropoltheater München, Freilichtspiele Schwäbisch Hall (2008–2015)
- Die Räuber als Amalia; Regie: Christoph Brück; Theatergastspiele Kempf, München (2010–2011)
- Minus Odysseus, als Penelope; Regie: Christopher Roth, Prinzregententheater, München (2010)
- Mein lieber Kurt als Lotte Lenya; Regie: Ana C. Haffter, Off-Broadway Musicaltheater, München (2010)
- Suchers Leidenschaften Solistin; Regie: Jochen Schölch, Nationaltheater Weimar mit Ben Becker, Theater St. Gallen, Prinzregententheater, Cuvilliés-Theater, München (2010–2014)
- Die Ehrmanns als Connie; Regie: Friedrich Rauchbauer/Jochen Schölch, Metropoltheater, München (2010)
- Findings 80*81 als Lio, Chr. 245; Regie: Christopher Roth; Münchner Opernfestspiele (2011)
- Wochenend und Sonnenschein, als Solistin; Regie: Philipp Moschitz; Akademietheater des Prinzregententheaters München (2015)
- Das sind wir, als Solistin; Regie: Philipp Moschitz; „Café Prinzipal“ im Prinzregententheater (2015)

## Preise
- 2010: INTHEGA-Preis für „Die Räuber“
- 2011: Stipendiatin des Rotary Clubs Munich
- 2012: Kulturförderung der Landeshauptstadt München